# U-Bahnhof Mendelssohn-Bartholdy-Park

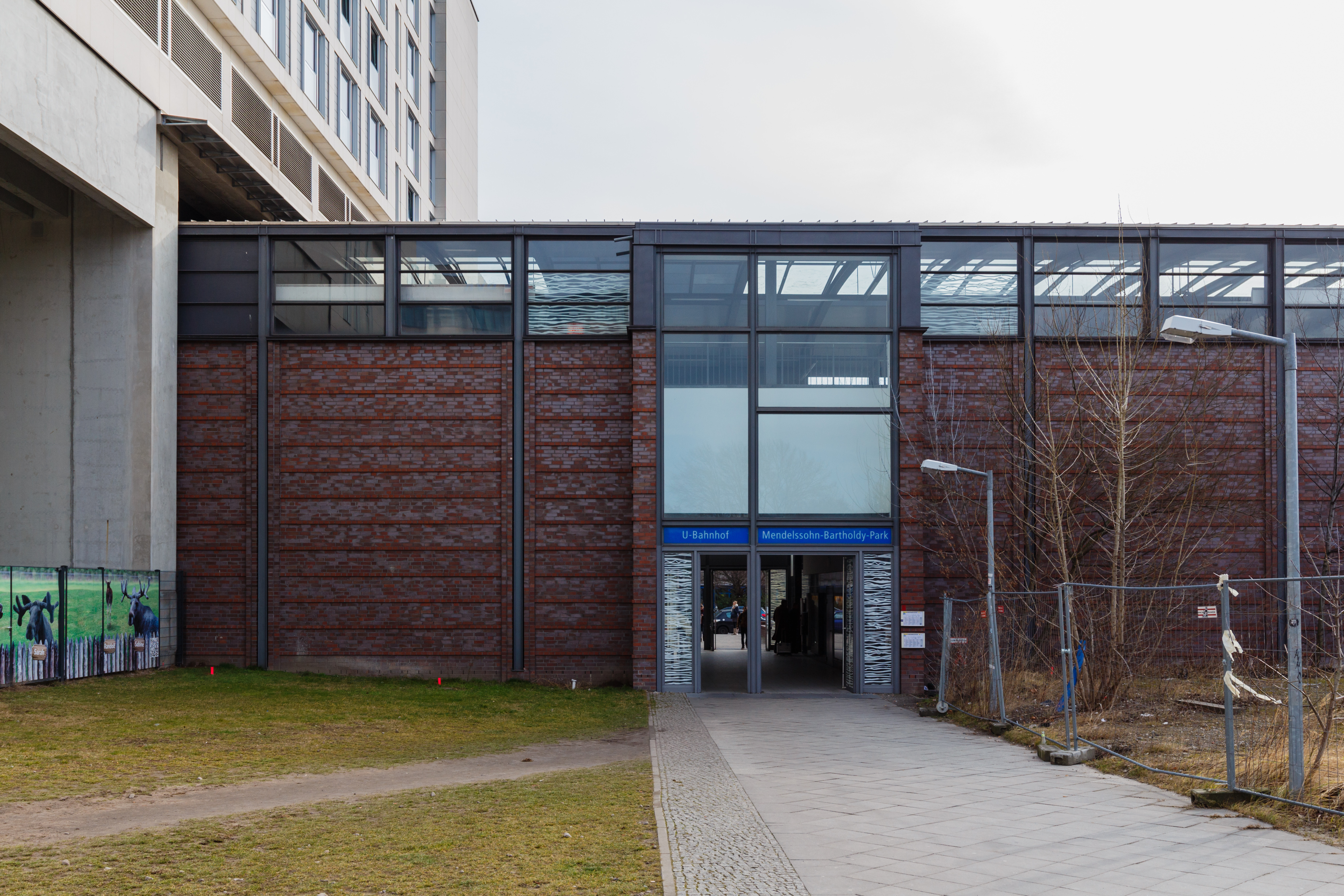
Bahnhofseingang an der Gabriele-Tergit-Promenade (links: Einfahrt für die projektierte Teilstrecke des S-Bahn-Projekts S21)

Der U-Bahnhof Mendelssohn-Bartholdy-Park ist eine Station der U-Bahn-Linie U2 im Berliner Ortsteil Tiergarten. Das BVG-interne Kürzel ist MB. Seinen Namen hat er nach dem angrenzenden Park, der nach dem Komponisten Felix Mendelssohn Bartholdy benannt ist.
Als zweitjüngste Station des Kleinprofil-U-Bahn-Netzes befindet sie sich zugleich am ältesten Streckenabschnitt der am 18. Februar 1902 eröffneten Stammstrecke.

## Geschichte

### Vorgeschichte

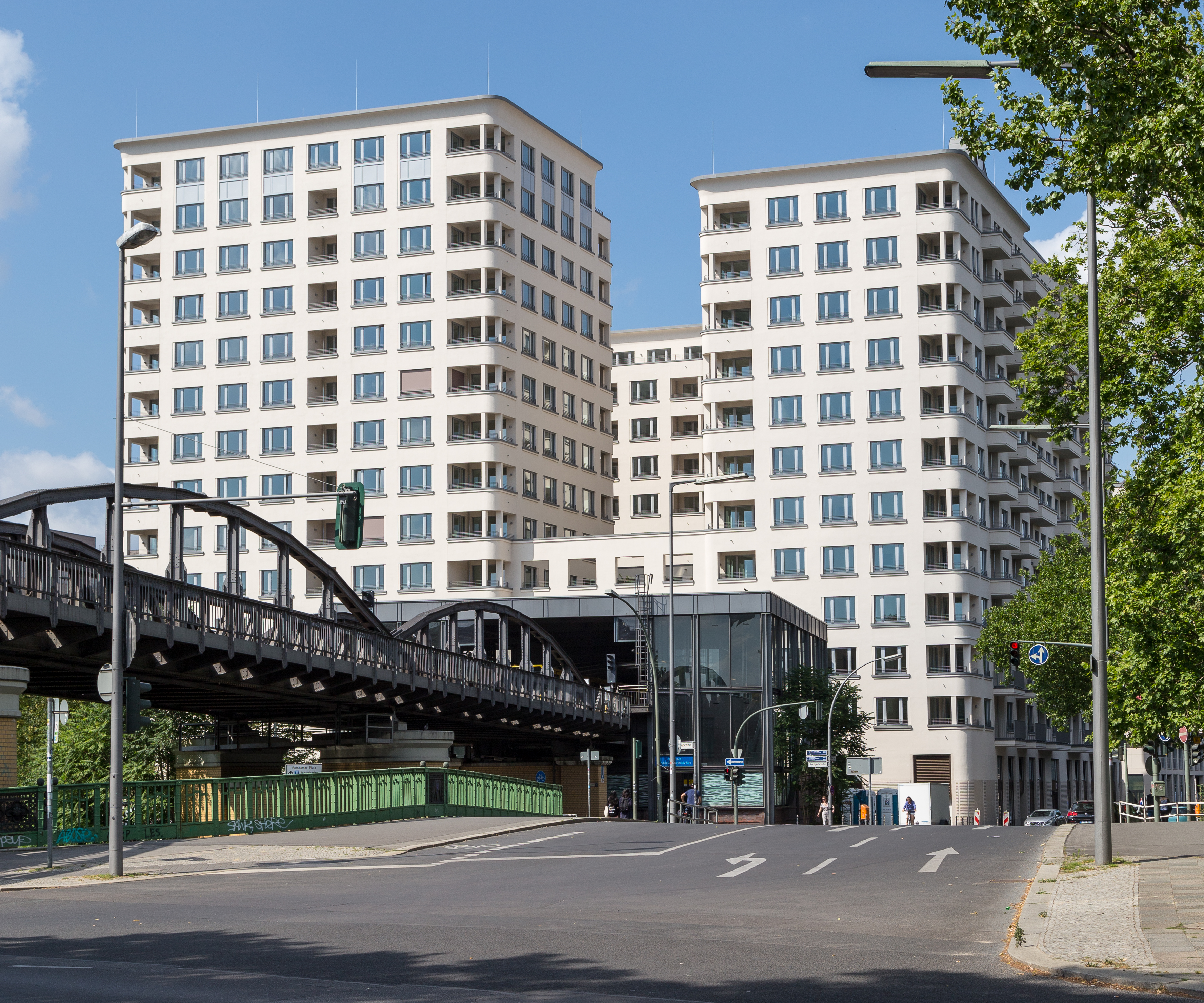
Südseite des Bahnhofs, 2018

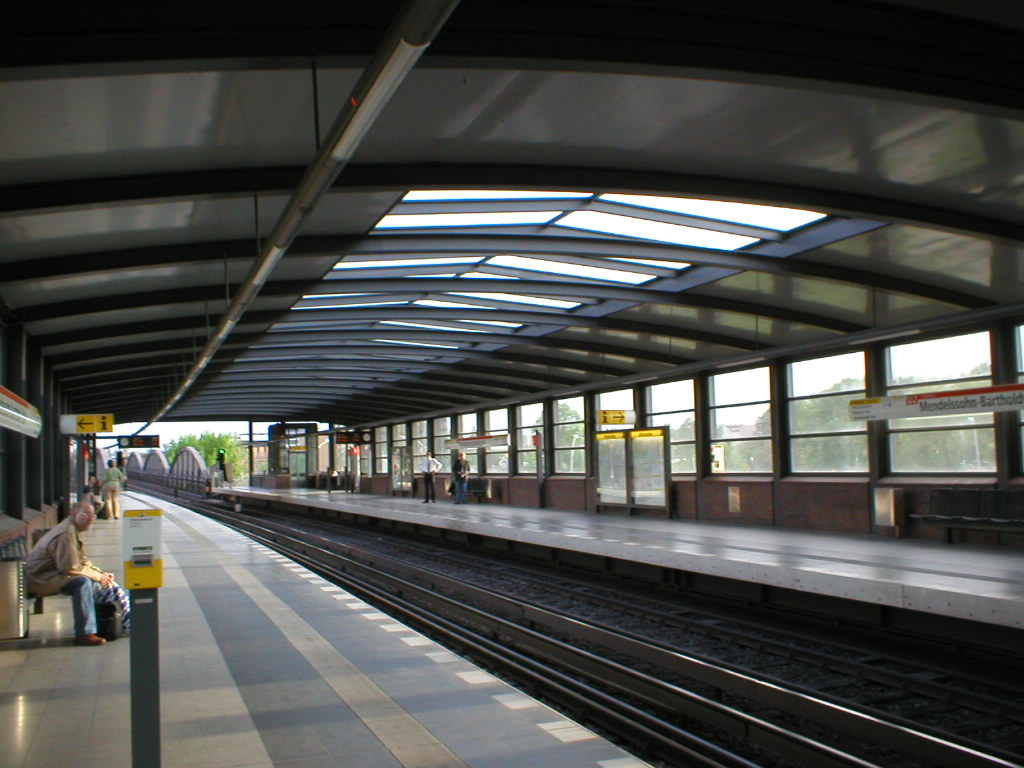
Seitenbahnsteige des Bahnhofs (Blick in Richtung Süden)

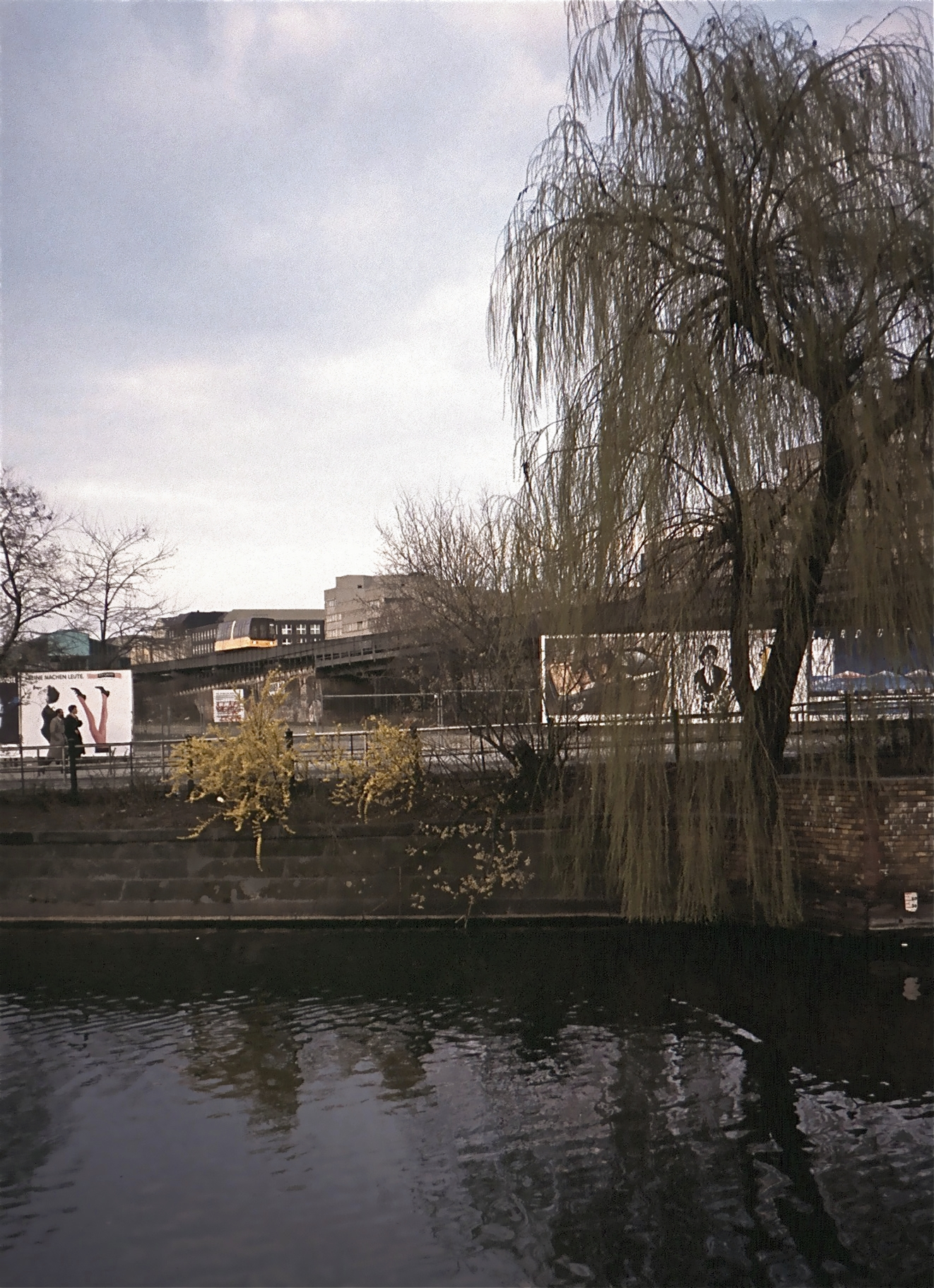
Triebwagen der M-Bahn an der Stelle des heutigen U-Bahnhofs (im Hintergrund der ehemalige M-Bahnhof Bernburger Straße)

Durch den Bau der Berliner Mauer am 13. August 1961 wurde die Strecke der heutigen Linie U2 genau an dieser Stelle an der damaligen Sektorengrenze zu Ost-Berlin, also zwischen den Bahnhöfen Gleisdreieck im Westteil und Potsdamer Platz, unterbrochen.
Da die Hochbahn-Trasse von hier bis zum Nollendorfplatz wegen der geänderten Verkehrssituation an Bedeutung verlor, wurde sie bald nach dem Mauerbau außer Betrieb genommen und im nördlichen Bereich zwischen 1984 und 1991 für die seinerzeit dort verkehrende M-Bahn genutzt; nördlich des heutigen U-Bahnhofs befand sich seinerzeit der M-Bahn-Haltepunkt Bernburger Straße.

### Nachwendezeit und Bahnhofsbau
Infolge des Mauerfalls wurden die beiden getrennten U-Bahn-Teilstrecken nach anfänglichen Bedenken des Bundesverkehrsministeriums wieder miteinander verbunden.
Die Hochbahn-Trasse zwischen Gleisdreieck und Potsdamer Platz wurde dabei einschließlich der Rampe am nördlichen Ende komplett neu errichtet, da die Konstruktion zuletzt nach dem Zweiten Weltkrieg und nur provisorisch mit Panzerstahl instand gesetzt worden war. Die Rampe wurde dabei um etwa 100 Meter nach Norden verschwenkt, da sich der inzwischen geplante Bahnhof sonst in ihrem Bereich befunden hätte. Hierzu wurde der Tunnelmund entsprechend geöffnet.
Die ohnehin existierenden Planungen für den Bahnhof wurden mit dem Bau des Quartier Daimler westlich der Hochbahntrasse konkreter, da der für den Bau verantwortliche Konzern eine gute Nahverkehrsanbindung wünschte und ursprünglich auch die Finanzierung des Bahnhofneubaus anbot. Die BVG lehnte dies jedoch als unrentabel ab und errichtete die Station ab Februar 1998 auf eigene Kosten. Diese wurden zunächst mit etwa 20 Millionen Mark veranschlagt und beliefen sich letztlich auf elf Millionen Euro. Die Planung des Neubaus erfolgte durch das Büro Hilmer & Sattler und Albrecht. Am 27. Juli wurde das Richtfest gefeiert.

### Eröffnung
Am 2. Oktober 1998 ging der ursprünglich als Hafenplatz projektierte Bahnhof Mendelssohn-Bartholdy-Park als 169. Station an das Berliner U-Bahn-Netz. Die nördlichen Zugänge blieben jedoch wegen einer unmittelbar davor verlaufenden Baulogistikstraße bis 1999 geschlossen.

## Bauwerk
Anstelle eines Mittelbahnsteigs, dessen Bau den Verkehr auf der wichtigen Ost-West-U-Bahn-Linie beeinträchtigt hätte, wurden für den Bahnhof im laufenden Betrieb zwei Seitenbahnsteige mit je 113 Metern Länge errichtet. Als typischer Hochbahnhof erhielt er zudem eine Halle, die sich in westlicher Richtung weitet. Neben Treppenaufgängen erlauben Aufzuganlagen den barrierefreien Zugang zu beiden Bahnsteigen.
Eine 1999 eröffnete Fußgängerbrücke, die den westlichen Seitenbahnsteig mit dem Parkhaus südlich des Landwehrkanals verband, wurde im September/Oktober 2019 wieder abgerissen.

## Lage und Umgebung
Der Bahnhof befindet sich nördlich des Landwehrkanals und wird vom Reichpietschufer, der Köthener und Bernburger Straße sowie der Gabriele-Tergit-Promenade eingefasst. In der Nähe befinden sich sowohl der letztlich namensgebende Park, als auch der Hafenplatz, nach dem die Station ursprünglich benannt werden sollte.
Die Rampe bis zum Tunnelmund in Richtung Potsdamer Platz und einige Meter des Bahnhofs wurden nach dessen Fertigstellung überbaut. Infolgedessen fährt die U-Bahn heute unter einem Hotelkomplex hindurch. Mittelfristig soll in unmittelbarer Nachbarschaft der Trasse die geplante S-Bahn-Linie S21 entlanggeführt werden. Hierfür wurde als Bauvorleistung ein Tunnel erstellt.

## Anbindung
| Linie | Verlauf |
| ----- | --- |
|       | Pankow – Vinetastraße – Schönhauser Allee – Eberswalder Straße – Senefelderplatz – Rosa-Luxemburg-Platz – Alexanderplatz – Klosterstraße – Märkisches Museum – Spittelmarkt – Hausvogteiplatz – Stadtmitte – Mohrenstraße – Potsdamer Platz – Mendelssohn-Bartholdy-Park – Gleisdreieck – Bülowstraße – Nollendorfplatz – Wittenbergplatz – Zoologischer Garten – Ernst-Reuter-Platz – Deutsche Oper – Bismarckstraße – Sophie-Charlotte-Platz – Kaiserdamm – Theodor-Heuss-Platz – Neu-Westend – Olympia-Stadion – Ruhleben |

Am U-Bahnhof bestehen Umsteigemöglichkeiten von der Linie U2 zur Metrobuslinie M29 der Berliner Verkehrsbetriebe.